# Shellac (entreprise)
Pour les articles homonymes, voir Shellac (résine) et Shellac.
Shellac (acronyme de Société Héliotrope de Libre Action Culturelle) est une société de distribution, de production, d'édition cinématographique et de ventes internationales fondée en 2002 par Thomas Ordonneau et basée à Marseille. 

## Activités
Outre la distribution et l'édition vidéographique, Shellac s'est ouverte à la production via sa société Shellac Sud. Aussi bien active sur l'accompagnement de cinéastes locaux ou hexagonaux, novices ou confirmés, pour des courts ou longs-métrages, les productions de Shellac s'efforcent de promouvoir de nombreux réalisateurs émergents sur la scène européenne comme Miguel Gomes, João Nicolau, Pietro Marcello ou encore Régis Sauder.
Dans un esprit de complémentarité, Shellac programme deux salles à Marseille, La Baleine au Cours Julien et Le Gyptis à la Belle-de-Mai. À l'été 2021, la société reprend également l'exploitation du Saint-André des Arts à Paris. 
Depuis ses débuts, Shellac a accompagné, entre autres, en production ou en distribution, Béla Tarr, Virgil Vernier, Philippe Grandrieux, Antonin Peretjatko, Justine Triet, Alain Guiraudie, Benoît Forgeard, Chantal Akerman, Serge Bozon, Cristi Puiu, Roberto Minervini ou encore Angela Schanelec.

## Filmographie partielle[7]
| - 2004 : Vénus et Fleur, de Emmanuel Mouret - 2004 : La Blessure, de Nicolas Klotz - 2007 : L'Homme de Londres, de Béla Tarr - 2006 : Ça brûle, de Claire Simon - 2007 : La France, de Serge Bozon - 2008 : Un Lac, de Philippe Grandrieux - 2008 : Ce Cher mois d'août, de Miguel Gomes (également coproducteur) - 2009 : Independencia, de Raya Martin - 2009 : La Reine des pommes, de Valérie Donzelli - 2010 : La Vie au ranch, de Sophie Letourneur - 2011 : Nous, princesses de Clèves, de Régis Sauder - 2011 : Ici, on noie les Algériens, de Yasmina Adi - 2012 : La Folie Almayer, de Chantal Akerman - 2012 : Aurora, de Cristi Puiu - 2012 : Tabou, de Miguel Gomes (également coproducteur) - 2013 : Mouton, de Gilles Deroo & Marianne Pistone - 2013 : La Fille du 14 juillet, de Antonin Peretjatko - 2013 : La Bataille de Solférino, de Justine Triet - 2014 : L'Étrange couleur des larmes de ton corps, de Hélène Cattet & Bruno Forzani - 2014 : Mercuriales, de Virgil Vernier - 2015 : Les Mille et Une Nuits, de Miguel Gomes (également coproducteur) | - 2015 : The Other Side, de Roberto Minervini - 2015 : John From, de João Nicolau - 2016 : Malgré la nuit, de Philippe Grandrieux - 2016 : Gorge cœur ventre, de Maud Alpi - 2016 : La Jeune fille sans mains, de Sébastien Laudenbach - 2017 : Le Parc, de Damien Manivel - 2017 : Jeune Femme, de Léonor Serraille - 2018 : Zama, de Lucrecia Martel - 2018 : Un Violent désir de bonheur, de Clément Schneider - 2018 : Sophia Antipolis, de Virgil Vernier - 2019 : Martin Eden, de Pietro Marcello (également coproducteur) - 2020 : Malmkrog, de Cristi Puiu - 2021 : Journal de Tûoa, de Maureen Fazendeiro & Miguel Gomes - 2021 : Au Crépuscule, de Sharunas Bartas - 2022 : J'étais à la maison, mais..., de Angela Schanelec - 2022 : La Légende du Roi Crabe, de Alessio Rigo de Righi et Matteo Zoppis (également coproducteur) - 2022 : Jerk, de Gisèle Vienne - 2023 : Music, de Angela Schanelec - 2023 : Désordres, de Cyril Schäublin - 2024 : Comme le feu, de Philippe Lesage (également coproducteur) - 2024 : Grand Tour, de Miguel Gomes (également coproducteur) - 2025 : Harvest, de Athiná-Rachél Tsangári |